# 飯坂之局
飯坂之局（1569年—1634年8月10日），別名松森之局、吉岡之局，是日本安土桃山時代至江戶時代初期女性。伊達政宗側室。伊達秀宗的生母（有異說）。伊達宗清的義母（有異說）。
飯坂城城主飯坂右近宗康的次女，成為伊達政宗側室後移居到米澤城，被稱作「飯坂之局」。在1591年生下秀宗。同年（一說為1594年）從米澤轉移至松森隱居而被稱作「松森之局」。1604年，因為政宗的三男宗清的生母新造之方去世而收宗清為養子，翌年宗清繼承飯坂家。1616年，宗清成為吉岡城城主後一同移至吉岡並被稱作「吉岡之局」。1634年以66歳之齡死去，葬於吉岡的天皇寺 (大和町)。
然而，有史料記載秀宗的生母是新造之方，而宗清才是飯坂之局的實子，真實情況不明。
『寬政重修諸家譜』中記載為秀宗、宗清的生母。
而貓御前在大河劇『獨眼龍政宗』中是虛構人物，形成新造之方和飯坂之局的形象。

## 登埸作品
電視劇
- （1987年，演員：秋吉久美子）
- （2012年，演員：金元壽子）